# Gewone lanspuntslang
De gewone lanspuntslang, ook wel speerpunt of labaria (in Suriname) genoemd, (Bothrops atrox), is een slang uit het geslacht lanspuntslangen (Bothrops) in de familie adders (Viperidae).

## Naam en indeling
De wetenschappelijke naam van de soort werd voor het eerst voorgesteld door Carl Linnaeus in 1758. Oorspronkelijk werd de wetenschappelijke naam Coluber atrox gebruikt.  Opmerkelijk is dat de Franse naam voor deze soort fer-de-lance ook door de Engelsen wordt gebruikt. De slang dankt zijn naam aan de karakteristieke vorm van de kop; breed en driehoekig, enigszins naar boven gekromd en met een spitse neuspunt.

## Uiterlijke kenmerken
De maximale lengte is 1,9 meter, maar veel exemplaren zijn veel kleiner en blijven onder de meter. Deze soort heeft een grote kleurvariatie, maar is meestal lichtbruin met schuine strepen op de rug, die soms een nettekening vormen. De basiskleur kan echter ook groenig of grijs zijn, maar soms ook zwart met roodbruine strepen. Verder is de lanspuntslang te herkennen aan de grote ogen met verticale pupil, met daar iets onder aan de voorzijde twee openingen. Deze zitten schuin onder de neusgaten en bevatten de infraroodzintuigen om prooien op te sporen. De neuspunt is zowel van de zijkanten als van de onder- en bovenzijde afgeplat, wat een belangrijke determinatiesleutel is.

## Voorkomen en voedsel
Deze nachtactieve soort komt voor in delen van Zuid- en Midden-Amerika en leeft in de landen Bolivia, Brazilië, Colombia, Ecuador, Frans-Guyana, Guyana, Peru, Suriname, Trinidad, Venezuela. De lanspuntslang houdt van kruipen en is een bodemdier in velden en graslanden, maar verstopt zich overdag ook wel in struiken. Het voedsel bestaat uit kleine zoogdieren; met name ratten, maar soms ook andere slangen en grotere dieren zoals kleine wilde zwijnen. Juveniele dieren eten insecten en kleine hagedissen.

## Giftigheid
Biologisch gezien zijn het eigenlijk ratelslangen zonder ratel, maar met een vergelijkbaar vergif. Een beet dient dan ook te allen tijde vermeden te worden; deze is onbehandeld vaak dodelijk en een beet veroorzaakt zelfs na behandeling ernstige zwellingen. Omdat deze slang nog algemeen voorkomt en ook nog eens vrij agressief is, is hij jaarlijks verantwoordelijk voor enkele tientallen doden. Hoewel sommige bronnen beweren dat het er meer dan 1000 zijn, mag dat in twijfel worden getrokken. De dodelijkste slang is de zaagschubadder (Echis carinatus) die volgens bevestigde bronnen ieder jaar 50 mensen doodt.